# ウィルフリッド・カプトゥーム
- ウィルフリッド・カプトゥム
- ウィルフリード・カプトゥーム
- ウィルフリード・カプトゥム

ウィルフリッド・ジャレス・カプトゥーム（Wilfrid Jaures Kaptoum  ,  1996年7月7日 - ）は、カメルーン・リトラル州ドゥアラ出身のプロサッカー選手。AEKラルナカに所属している。ポジションはMF。メディアによっては ウィルフリッド・カプトゥム や ウィルフリード・カプトゥーム など、表記が異なることもある。

## 来歴
サミュエル・エトオ主催のアカデミーに所属していたカプトゥームは、2008年にスペインに渡り、当時エトオが所属していたFCバルセロナの育成組織 ラ・マシア に入所。2009年から1年間はUEサン・アンドレウで過ごし、2014年6月にFCバルセロナBに昇格。8月23日のセグンダ・ディビシオンのCAオサスナ戦でプロデビュー。10月19日のADアルコルコン戦でプロ初ゴールを決めた。
2015-16シーズンからはトップチームの試合にも帯同され、2015年10月28日のコパ・デル・レイのCFビジャノベンセ戦で、バルサデビュー。12月9日のUEFAチャンピオンズリーグ (CL) のバイエル・レバークーゼン戦でCL初出場。2016年2月の国王杯のバレンシアCF戦でもゴールを決めるなど、トップチーム定着、ラ・リーガデビューは間近と思われていた。
しかし、2016-17シーズン開幕前のプレシーズンマッチの合流が遅れた辺りから、状況は一変。以降は負傷なども重なり、トップチーム定着はならなかった。
2018年1月29日、レアル・ベティスに移籍した。
2020年12月23日、ニューイングランド・レボリューションと契約した。
2023年1月13日、UDラス・パルマスへ移籍。